# Stade du 4-Août
Das Stade du 4-Août (frz. „Stadion des 4. August“) ist ein Sportstadion in Ouagadougou, der Hauptstadt des westafrikanischen Staates Burkina Faso.
1998 fand in diesem je nach Quelle 35.000 oder 40.000 Zuschauer fassenden Stadion unter anderem das Finale der Fußball-Afrikameisterschaft 1998 statt. Außerdem trägt die burkinische Nationalmannschaft dort ihre Heimspiele aus, ebenso wie diverse Vereine der ersten Division. Saisonhöhepunkt ist jedes Jahr das Finale des burkinischen Pokalwettbewerbs.